# 道の駅岩城
道の駅岩城（みちのえき いわき）は、秋田県由利本荘市にある国道7号の道の駅である。愛称はアキタウミヨコ。
開業当初の愛称は島式漁港公園 岩城アイランドパーク（国道7号上の標識では「島式漁港公園」と表記。）であり、第三セクターによる運営だったが、2023年4月1日より秋田ノーザンハピネッツの子会社である「ANHソリューションズ」が運営会社となり、コンセプトを転換して同年4月28日にリニューアルオープンを迎えた。
2001年（平成13年）、秋田ワールドゲームズ・ライフセービング（サーフ）の会場になった。

## 施設
国土交通省の情報施設のほか、秋田県ならびに由利本荘市（旧由利郡岩城町）の事業により以下の施設が整備されている。
- 駐車場
  - 普通車：120台
  - 大型車：20台
  - 身障者用：2台
- トイレ
  - 男：大 11器（5器）、小 16器（11器）
  - 女：23器（15器）
  - 身障者用：3器（2器）

※（）内は、24時間利用可能
- 公衆電話：2台
- 情報ターミナル（休憩施設）
- 温泉施設「港の湯」（9:00 - 22:00）
泉質：カルシウム・ナトリウム・塩化物強塩泉
料金300円（2時間）、600円（1日）
貸し部屋（要予約）あり。貸しタオル（有料：200円）、ソープ、露天、サウナあり。
- 総合交流ターミナル
農産物直売所
軽食コーナー
レストラン（11:00 - 21:00 冬季 11:00 - 20:00）
売店
- 活魚センター
- オートキャンプ場（テントは夏季のみ）
- ふれあい広場

## 休館日
- 港の湯
夏季（4 - 10月）：第2水曜日
冬季（11 - 3月）：第2・4水曜日
- 総合交流ターミナル
冬季（11 - 3月）：第2・4水曜日
- オートキャンプ場（コテージのみ）
年末年始（12月31日 - 1月1日）

## 周辺
- JR東日本 羽越本線 岩城みなと駅
- 由利本荘市岩城総合支所
- 岩城郵便局
- 道川海水浴場
- 日本海東北自動車道 岩城IC

なお、道の駅に隣接して由利本荘市の運営する岩城風力発電所があり、風車がシンボルになっていたが、風力発電所は設備老朽化のため2023年度内に廃止されることになり風車も撤去されることになった。